# Rolwaling Himal
Rolwāling Himāl (nepalesisk: रोल्वालिङ् हिमाल) er en bjergkæde i Himalaya i det østlige og centrale dele af Nepal der strækker sig over grænsen til Tibet.

## Beskrivelse
Rolwaling Himal omfatter bjergtopperne Melungtse (tibetansk Jobo Garu) 7181 m og Melungtse II 7023 m inde i Tibet og Gauri Sankar 7134 m på grænsen mellem Tibet og Nepal og yderligere 50 toppe på over 6000 meter. Bjergkæden strækker sig fra Gyabrag-gletsjeren og passet ved Nangpa La, der hvor Mahalangur Himal begynder og mod sydvest til Tamakosi-floden.
Foruden Tamakosi-floden rejser Labuche Kang sig der hvor Rolwaling Himal ophører. Rolwaling Himal grænser i syd til Rolwaling-dalen, hvor flere små sherpa landsbyer er beliggende og også den største by i området. Namche Bazaar i Solukhumbu-distriktet ligger fem eller seks dage borte, efter at man har rejst forbi Tasilapcha. Det er også et sædvanlig led for at komme til baslejren for at klatre Mount Everest eller at rejse til Lukla og flyve til Nepals hovedstad Katmandu.
Dalen og bjergkæden nås til fods gennem en vandresti, der starter ved Jagat, i Bhiku, 230 km øst for Katmandu, som er cirka 10 timer med bus. Fra Jagat til Beding er der en fire eller fem dages tur enten via Tasinam eller Simigau. En af de største gletsjersøer i Nepal, Tsho Rolpa (eller Chho Rolpa) ligger længst og er blevet betydeligt større i det 21. århundrede på grund af nedbrydningen på gletsjerne i Himalaya. Søen er 4580 meter over havets overflade.

## Klatrehistorie
Den første vestlige ekspedition i området blev ledet af den britiske bjergbestiger Eric Shipton i 1951 under ”1951 British Mount Everest reconnaissance expedition” og havde som mål at finde mulige veje via Rolwaling Himal for at bestige Mount Everest fra Nepal. Ekspeditionen bestod udover Shipton som leder af Edmund Hillary, Earle Riddiford, Michael Ward, Tom Bourdillon og W. H. Murray. Det var denne ekspeditionen som døbte bjerget til Melungtse efter floden med samme navn, som afvander området.